# Ustanciosporium tenellum
Ustanciosporium tenellum är en svampart som beskrevs av R.G. Shivas & Vánky 2003. Ustanciosporium tenellum ingår i släktet Ustanciosporium och familjen Anthracoideaceae.   Inga underarter finns listade i Catalogue of Life.